# Milena Sadurek
Milena Maria Sadurek Radecka (Katowice, 18 ottobre 1984) è un'ex pallavolista polacca, di ruolo palleggiatrice.

## Carriera
Milena Radecka inizia la carriera pallavolistica nella squadra giovanile della sua città, il Kolejarz Katowice. Successivamente gioca nello SMS PZPS Sosnowiec. Durante questi anni, vince diverse medaglie con le nazionali giovanili: la medaglia d'argento al campionato europeo under 18 del 2001 e la medaglia di bronzo al campionato mondiale under 18 dello stesso anno, poi, successivamente, la medaglia d'oro al campionato europeo under 19 del 2003 e la medaglia di bronzo al campionato mondiale under 20 dell'anno successivo.
Appena diaciannovenne, fa il suo esordio da professionista in Liga Siatkówki Kobiet, nel 2003 con il Bialski Klub Sportowy di Bielsko-Biała, con cui vince un campionato, si aggiudica due volte la Coppa di Polonia e una volta Supercoppa polacca, in cinque stagioni. Nella stessa estate del 2003 fa anche il suo esordio in nazionale maggiore.
Nel 2008, si trasferisce al Pilskie Towarzystwo Piłki Siatkowej di Piła, dove resta per due stagioni, vincendo nuovamente la Supercoppa polacca. Nel 2009 vince la Piemonte Woman Cup e partecipa al campionato europeo 2009, dove vince la medaglia di bronzo. Terminata la rassegna continentale, viene ingaggiata dal Clubul Sportiv Universitar Metal Galați, con cui vince il campionato rumeno.
Nel 2010 si trasferisce nel Międzyszkolny Klub Sportowy Muszynianka con cui vince il campionato, la Coppa di Polonia e una Supercoppa polacca.
Nella stagione 2012-13 viene ingaggiata dall'Azərreyl Voleybol Klubu nella Superliqa azera, dove resta anche nella stagione successiva, passando però alla Lokomotiv Bakı Voleybol Klubu, mentre nella stagione 2014-15 approda nella Serie A1 italiana con il Volley Bergamo.
Ritorna in patria per disputare il campionato 2015-16 con l'Impel di Breslavia: al termine del campionato annuncia il suo ritiro dall'attività agonistica.

## Palmarès

### Club
- Campionato polacco: 2

2003-04, 2010-11
- Coppa di Polonia: 3

2003-04, 2005-06, 2010-11
- Supercoppa polacca: 3

2006, 2008, 2011

### Nazionale (competizioni minori)
- 2001 - Campionato europeo under 18:
- 2001 - Campionato mondiale under 18:
- 2002 - Campionato europeo under 19:
- 2003 - Campionato mondiale under 20:
- 2009 - Piemonte Woman Cup: